# Département Mandoul Occidental
Das Département Mandoul Occidental (West-Mandoul) ist ein Département im Süden des Tschad. Es liegt im westlichen Teil der Provinz Mandoul, die Hauptstadt ist Bédjondo. Beim Zensus im Jahr 2009 wurden 148.774 Einwohner gezählt.

## Verwaltungsuntergliederung
Das Département ist in vier Unterpräfekturen unterteilt:
- Bédjondo
- Bébopen
- Bekamba
- Péni